# Glossar hinduistischer Begriffe
Dieses Glossar hinduistischer Begriffe umfasst die wichtigsten Begriffe, Schriften und Gottheiten des Hinduismus. Die Sprache ist – von wenigen Ausnahmen abgesehen – Sanskrit. Diese Begriffe werden auch in den modernen indischen Sprachen verwendet.

## A
- Advaita – monistische Philosophie, Lehre von der Einheit des Göttlichen
- Agni – Feuergott, vedische Gottheit
- Agama – Texte des Shivaismus
- Ahimsa – Gewaltlosigkeit
- Amrita – Trank der Unsterblichkeit, Unsterblichkeit
- Apasmara – zwergenhafter Dämon
- Apsara – himmlische Nymphen in der indischen Mythologie
- Aranyakas – „Waldtexte“, frühe Textsammlung, Teil des Veda
- Arjuna (Mythologie) – Held des Mahabharata, Epos
- Arthashastra – Lehrbuch für politische Macht
- Aruna – Morgendämmerung, eine Gestalt der Mythologie
- Arya Samaj – hinduistische Organisation, gegr. 1875
- Asana – Yogaübung
- Ashram – klosterähnliches Meditationszentrum
- Asura – Dämonen in der indischen Mythologie
- Atharvaveda – einer der vier Veden, der heiligen Schriften des Hinduismus
- Atma Vichara – Selbstergründung
- Atman – individuelles Selbst, absoluter Wesenskern in den Upanishaden und der Vedanta-Philosophie
- Aurobindo – indischer Philosoph; † 1950
- Avadhuta Gita – hinduistische Schrift
- Avatara – Gott in Gestalt eines Menschen oder Tieres
- Ayurveda – indische Heilkunst

## B
- Benares – indischer Name Varanasi, wichtiger Wallfahrtsort am Ganges
- Bilva – auch 'Bel', heiliger Baum Shivas
- Bhagavan – erhabener Herr, Gott
- Bhagavad Gita – „Lied von Gott“, spirituelles Gedicht, für alle Richtungen des Hinduismus wichtig
- Bhagavatapurana – „Das alte Buch von Gott“, Schrift des Vishnuismus
- Bhajan – Religiöses Volkslied
- Bhakti – Hingabe an einen persönlichen Gott
- Bhakti Yoga – Weg zur Erlösung über die Hingabe an einen persönlichen Gott
- Bhaktimarga – Weg zur Erlösung über die Hingabe an einen persönlichen Gott
- Bhaktivinoda Thakura – Gelehrter des Vishnuismus; † 1914
- Bharata-Mata – Göttin als „Mutter Indien“
- Brahma – Gott der Schöpfung
- Brahman – kosmische Weltseele in den Upanishaden und in der Vedanta-Philosophie
- Brahmanas – Ritualtexte, frühe Textsammlung, Teil des Veda
- Brahmanen – höchste Varna (Kaste), stellen traditionell die Priester
- Brahmanismus – in der Indologie Vorläufer des Hinduismus, Mitte 1. Jahrtausend v. Chr.
- Brahmo Samaj – hinduistische Organisation, gegr. 1828

## C
- Chaitanya – Mystiker, der eine auf Krishna ausgerichtete Bewegung gründete
- Chakra – Energiezentren des Menschen, Wurfscheibe als Emblem Vishnus
- Charanamrita – „geheiligtes Wasser“ in Tempeln
- Chinmayananda – hinduistischer Lehrer; † 1993

## D
- Dalit – Angehöriger einer unberührbaren Kaste
- Darshana – 1. Sicht und Vision vom Heiligen und Göttlichen, 2. orthodoxes philosophisches System
- Dayananda – Gründer des Arya Samaj; † 1983
- Deva
- Devaki – in der Mythologie Mutter von Krishna
- Devi – Göttin
- Devi Mahatmya – wichtiger Text des Shaktismus, Teil des Markandeya-Purana
- Devi Bhagavata – wichtige puranische Schrift des Shaktismus
- Dharma – kosmische und weltliche Ordnung, Gesetz, Religion
- Dhyana – höhere Bewusstseinszustände der Meditation, Versenkung
- Divali oder Dipavali – Lichterfest
- Durga – Göttin
- Dvaita Vedanta – dualistische Philosophie
- Dvaraka oder Dwarka – im Mahabharata Hauptstadt von Krishnas Reich als Fürst

## G
- Gandharva – Soma-bereitende Licht-Gottheit; musizierende Apsara-Gefährten
- Ganesha – elefantenköpfiger Gott
- Ganesh Chaturthi – Fest zu Ehren Ganeshas
- Ganga – Gangesfluss, Göttin in Form des Flusses
- Gaudiya Vaishnava – Vishnuitische Richtung
- Gayatri – Mantra, personifiziert durch gleichnamige Göttin
- Guna – Eigenschaft, Qualität; Konzept der Samkhya-Philosophie
- Guru – Lehrer

## H
- Hanuman – Gott in Manifestation eines Affen
- Havan – Opferfeuer
- Hara (Gottheit) – Gott, Name von Shiva
- Hari – Gott, Name von Vishnu
- Harihara – Gott, Vereinigung der Aspekte von Shiva und Vishnu
- Hatha Yoga – sich auf körperliche Übungen konzentrierende Yogarichtung
- Hindutva – „Hindu-Sein“, hindu-nationalistischer Begriff
- Holi – Frühlings-Fest der Farben
- Homa – Opferfeuer

## I
- Indra – Gott
- Ishvara – der Herr, Gott
- B. K. S. Iyengar – Yogalehrer

## J
- Japa – wiederholtes Rezitieren von Mantras
- Jagannath – eine Form von Krishna
- Janmashtami – wichtiges Krishnafest, meist im August
- Jiddu Krishnamurti – Philosoph († 1986)
- Jnanamarga – Weg zur Erlösung durch spirituelle Erkenntnis
- Jnana Yoga – Weg zur Erlösung durch spirituelle Erkenntnis
- Jyotirlinga – shivaitische Tempel

## K
- Kabir – Mystiker, der versuchte eine Verbindung zwischen Hinduismus und Islam zu schaffen; † 1518
- Kali (Göttin)
- Kalki – zehnte Inkarnation von Vishnu
- Kapalabhati – Atemübung im Yoga
- Kama – Begierde, Lust, Gott der Liebe
- Karma – Gesetz der Tat, Folge der Taten eines Individuums
- Karmamarga – Weg zur Erlösung durch Taten
- Karma-Yoga – Weg zur Erlösung durch Taten
- Kartikeya – auch Skanda, Sohn Shivas
- Klesha – Ursache des Leidens in der Yoga-Philosophie
- Krishna – Gott, Inkarnation Vishnus
- Kriya – Reinigungsübung im Yoga
- Kshatriya – zweite Kaste, traditionell Fürsten und Krieger
- Kundalini – „Schlangenkraft“, spirituelle Kraft im Menschen im Tantrismus
- Kumbh Mela – hinduistisches Fluss-Fest
- Kurma – Schildkröte, zweite Inkarnation von Vishnu
- Kurmano – Elefant

## L
- Lakshmi – Göttin des Glücks und der Schönheit
- Linga – Symbol für Shiva, oft als Phallus interpretiert
- Lingayats – shivaitische Reformbewegung, gegründet im 12. Jahrh.

## M
- Mahabharata – Epos
- Makar Sankranti – Fest der Sonnenwende im Januar
- Mala (Gebetskette) – jede Kette mit sakraler Bedeutung
- Mantra – Wortfolge, als Gebet und zur Kontemplation rezitiert
- Manu – wichtiger Gesetzgeber, Stammvater der Menschen
- Manusmriti – „Gesetzbuch des Manu“, normative Abhandlungen über das angemessene Verhalten der Zeitwende
- Mathura – Ort in Indien, der mit der Kindheit von Krishna verbunden ist
- Maya – Illusionshaftigkeit der Welt
- Moksha – Erlösung
- Mudra – symbolische und wirkkräftige Handgeste
- Muni – anderes Wort für Sadhu, Asket, Mönch, Einsiedler
- Murti – Götterbild, Götterstatue

## N
- Nadi Shodhana – Wechselatmung, Yogaübung
- Nauli – Reinigungsübung im Yoga für den Bauchraum
- Navagraha – die neun Planeten der hinduistischen Astrologie
- Nisargadatta Maharaj – Guru; † 1981
- Niyama – Verhaltensregel, Einschränkung; zweite Stufe des Raja Yoga
- Nataraja – Shiva als „König der Tänzer“ im Flammenkreis
- Navaratri – „Fest der neun Nächte“ zu Ehren der Göttin im Herbst
- Naga – Schlangengottheit
- Nandi – Stier, Reittier von Shiva

## O
- Om – Sanskrit-Silbe, Ausdruck für die höchste Gottesvorstellung, das bekannteste Mantra

## P
- Para Brahman – das höchste Brahman
- Paramahamsa – religiöser Titel
- Parvati – Göttin
- Patanjali – Verfasser des Yoga-Sutra
- Pongal – hinduistisches Ernte-Fest
- Prakriti – Urmaterie in der Samkhya-Philosophie
- Prasad – auch 'Prasadam', Opferspeise, 'Heilige Speise'
- Prana – Atem, Lebensatem
- Pranayama – Atemübungen im Yoga
- Puja – hinduistischer Gottesdienst
- Puranas – Texte, die sich mit den verschiedenen Manifestationen des Göttlichen beschäftigen
- Purusha – Geist in der Samkhya-Philosophie; Wort für Mensch

## R
- Raga oder Rag – „Klangpersönlichkeit“, melodische und rhythmische Grundstruktur in der indischen Musik
- Ragamala – bildliche Darstellung des emotionalen Gehalts eines Ragas
- Raja Yoga – „Königsyoga“, achtgliedriger Yogaweg des Patanjali
- Rajas – „Aktivität“, „Leidenschaft“, eine der drei Gunas
- Raksha Bandhan – hinduistisches Familienfest
- Ram Mohan Roy – Begründer des Brahmo Samaj
- Rama – Held des Ramayana
- Ramana Maharshi – Guru; † 1950
- Ramayana – Epos
- Ramakrishna – bedeutender Mystiker und Guru von Vivekananda
- Ramakrishna-Mission – von Vivekananda gegründete Mission
- Rigveda – einer der vier Veden
- Rudra – vedischer Gott, Aspekt Shivas

## S
- Sadhu – Mönch
- Samadhi – höherer Bewusstseinszustand
- Samaveda – einer der vier Veden
- Samkhya – Richtung der indischen Philosophie
- Samsara – Kreislauf der Wiedergeburten
- Samhita – Hymnen, älteste Teil des Veda
- Samskara – hinduistische Sakramente
- Sannyasin – auch Samnyasin, besonders asketisch lebende Mönche, Sadhus
- Sanskrit – Sprache, in der die klassischen hinduistischen Schriften verfasst sind
- Sarasvati – Göttin der Weisheit
- Sati – Frau, die sich auf dem Scheiterhaufen des verstorbenen Gatten verbrennt
- Sattva – „Reinheit“, eine der drei Gunas
- Satsang – Zusammentreffen mit einem spirituellen Lehrer
- Sathya Sai Baba – Guru; † 2011
- Shankara – Philosoph, Begründer des Advaita-Vedanta, 9. Jh.
- Shakti – Göttin, weibliche Energie des Universums
- Shaktismus – eine hinduistische Hauptströmung, Verehrung der Shakti
- Shiva – Gott, in der Trimurti repräsentiert er Zerstörung
- Shivaismus – hinduistische Richtung, Verehrung von Shiva
- Shivaratri – 'Nacht des Shiva', wichtigster Feiertag zu Ehren Shivas
- Shruti – „das Gehörte“, Texte von allerhöchster Autorität, die als von Weisen gehört gelten
- Shudra – unterste der vier Kasten
- Sita – Gattin von Rama im Epos Ramayana
- Sivananda – Gelehrter und Yogameister; † 1963
- Smriti – „das Erinnerte“, Texte von großer Autorität, die als von Lehrern überliefert gelten
- Surya Namaskar – „Sonnengruß“, Yogaübung
- Sutra – Leitfaden
- Svami – religiöser Meister und Lehrer
- Swastika – hinduistisches Glückssymbol, Hakenkreuz

## T
- Tamas – „Dunkelheit“, eine der drei Gunas in der Samkhya-Philosophie
- Tantrismus – hinduistische Philosophie
- Tirumala Tirupati – Vishnuitischer Wallfahrtsort
- Trataka – „Kerzenstarren“, Yogaübung
- Tulsi – heilige Heilpflanze des Ayurveda
- Tulsidas – Verfasser des Hindi-Ramayana „Ramcaritamanas“; † 1623
- Trimurti – hinduistische Dreieinigkeit des Göttlichen

## U
- Upanishaden – philosophische Lehren, Basis der indischen Philosophie

## V
- Vaisheshika – Richtung der indischen Philosophie
- Vaishya – dritte Kaste, traditionell Kaufleute und Bauern
- Valmiki – mythischer Verfasser des wahrscheinlich frühesten Ramayana-Version
- Vamana – der Zwerg, fünfte Inkarnation Vishnus
- Varaha – Eber, dritte Inkarnation von Vishnu
- Varna – Begriff für Klasse, Stand, Kaste
- Vasant Panchami – Frühlingsfest, wichtigstes Fest der Göttin Sarasvati
- Veda – „Wissen“, heiliger Textkorpus des Hinduismus
- Vedangas – Hilfswissenschaften für das Studium des Veda
- Vedanta – wichtigste Richtung der indischen Philosophie
- Vishnu – Gott, in der Trimurti steht er für Erhaltung
- Vishnuismus – hinduistische Richtung, Verehrung von Vishnu
- Vivekananda – hinduistischer Mönch, der den Hinduismus international bekannt machte; † 1902
- Vrindavan – Ort in Indien, mit der Kindheit von Krishna verbunden ist
- Vyasa – mythischer Verfasser des Mahabharata und der Puranas

## Y
- Yantra – rituelles Diagramm
- Yama – Enthaltung, Selbstkontrolle; erste Stufe des Raja Yoga
- Yama – Personifizierung des Todes und Herr des Dharma, der Rechtschaffenheit
- Yajurveda – einer der vier Veden
- Yoga – 1. Vereinigung mit dem Geist, 2. eines der sechs orthodoxen philosophischen Systeme
- Yogananda – Yogalehrer; † 1952
- Yuga – Weltzeitalter
- Yukteswar – spiritueller Lehrer; † 1936